# Dino Antonini
Dino Antonini (Buje, 27 settembre 1919 – ...) è stato un calciatore italiano, di ruolo attaccante.

## Carriera
Giocò in Serie A con la Triestina.